# Henri Guérin (peintre-verrier)
Pour les articles homonymes, voir Henri Guérin et Guérin.
Henri Guérin, né le 30 juillet 1929 à Bruges (Pyrénées-Atlantiques) et mort le 24 octobre 2009 à Toulouse (Haute-Garonne), est un peintre-verrier français.

## Biographie
Né le 30 juillet 1929 à Bruges, village des Pyrénées-Atlantiques, Henri Guérin passe son enfance et sa jeunesse à Saint-Prix dans le Val-d'Oise, en lisière de la forêt de Montmorency, près de Paris.
En 1954, il séjourne à l'abbaye bénédictine d’En Calcat dans le Tarn où il rencontre le père bénédictin Ephrem Socard qui l’initie à la technique du vitrail en dalle de verre. En 1961, il s’installe à Plaisance-du-Touch, près de Toulouse où il réalisera son œuvre, toujours en solitaire, à la fois concepteur et créateur de ses vitraux.
En 2009, son dernier vitrail est la verrière « Marie, Porte du ciel », pour la crypte millénaire Notre-Dame Sous-Terre de la cathédrale Notre-Dame de Chartres. Sa pose posthume est effectuée en 2010 par son petit-fils Matthieu Gasc, qui a pris la relève dans l'atelier depuis 2009.
Pierre Guérin, un autre de ses petits-fils, décédé en 2020, s'était également lancé dans l'aventure du vitrail en 2012, à Saint-Benoît de Carmaux.[réf. nécessaire].

## L’œuvre

### Vitraux
Son œuvre vitrail considérable comporte plus de six cents références, situées dans des édifices religieux, des bâtiments civils, des demeures privées et des lieux publics. Si on la trouve principalement en France elle est aussi très présente à l'étranger (Suisse, Canada, États-Unis, Japon, Cameroun, etc.).

#### Matériau de verre utilisé
Henri Guérin a opté dès sa jeunesse pour la technique de la dalle de verre jointe au ciment. Il a utilisé des dalles de verre de toutes nuances, issues pour la plupart des fourneaux de la fabrique Albertini, à Montigny-lès-Cormeilles. Son originalité consiste en la taille dans l'épaisseur des dalles pour créer des passages subtils de tons et dans l'utilisation d'un joint de ciment très fin et coloré dans la masse.

### Dessins et tapisseries
Son œuvre comprend aussi un ensemble important d'œuvres sur papier (gouaches et dessins à l’encre de Chine) et une cinquantaine de tapisseries d'Aubusson réalisées par les ateliers Pinton à Felletin.

### Textes
Henri Guérin est l’auteur de textes publiés dans des revues, catalogues ou actes de colloques, qui livrent sa réflexion sur son activité créatrice. Deux albums de dessins et textes ont été édités par les Éditions de La Porte du Sud : Les Arbres (1984, coll. Le Goût du Dessin) et Pèlerin au Mont Saint-Michel (1992), et, en 1996, Patience de la main par les Éditions du Cerf (Paris), méditation sur sa pratique du dessin.
De lumière et d'ombre est son dernier ouvrage : anthologie de ses textes, paru en 2009, aux Éditions de la Revue de la Céramique et du verre.
Il a également publié un recueil de poésie La Corbeille à papiers en 1955 chez Seghers.

## Catalogue des œuvres
Sophie Guérin Gasc, fille de l'artiste, architecte et docteur en histoire de l'art, a mis en ligne un catalogue, des œuvres classées par pays et, en France, par département, avec les adresses des lieux où elles peuvent être vues, inventaire réalisé à partir d'une base de données numérique créée lors de sa thèse de doctorat (inédite) "Henri Guérin, peintre verrier, né en 1929 -  Son œuvre au 20e siècle", soutenue en 2003, à l'université Jean-Jaurès (ex-Toulouse 2 Le Mirail) sous la direction de Claude Bédat. Thèse encore inédite mais dont est issu l'ouvrage Henri Guérin - L'œuvre vitrail paru en 2015 aux Éditions Privat.
Plus de six cents lieux ont ainsi été référencés en France et à l'étranger. Édifices religieux (églises paroissiales, chapelles de communauté religieuses), édifices civils (établissement scolaires, sièges d'entreprises …) mais aussi un nombre important de créations pour des demeures privées (plus de 200). Un listing géographique peut être consulté sur le site henri-guerin.com.
Parallèlement, le fonds d'atelier est en cours d'inventaire et de conditionnement[évasif]. Il comprend un important fonds de vitraux, les maquettes peintes, les œuvres graphiques et toutes les archives de l'atelier.

## Expositions
De nombreuses expositions collectives et personnelles ont révélé son œuvre à un large public. On retrouvera le détail chronologique de ces expositions d'une part sur le site de Narthex, art sacré, patrimoine, création et d'autre part sur le site Henri Guérin, peintre verrier  géré par une  association loi de 1901 qui se consacre à la connaissance, la mise en valeur et la sauvegarde de l'œuvre de l'artiste.
La dernière grande exposition de l'artiste, de son vivant, fut l'été 2009 Lumière d'été, à l'orangerie du Sénat, dans les Jardins du Luxembourg, à Paris. Son souvenir en est conservé dans le DVD "Confidences"; film d'Hervé Desvaux, édité et diffusé par l'association Henri Guérin.
Entre 2005 et 2007, une grande rétrospective de l'œuvre vitrail Éclats de verre et de lumière au Centre international du vitrail de Chartres a marqué les 50 ans d'atelier de l'artiste.
En 2010, le musée du verre de Conches-en-Ouche consacra une exposition au fonds d'atelier Henri Guérin (catalogue). Puis en 2015, la Galerie nationale de la Tapisserie de Beauvais (devenu puis Le Quadrilatère) organisa la grande exposition "Henri Guérin - Matières/Lumières" (vidéo : https://vimeo.com/125466989 ). De septembre 2018 à mars 2019, le site Le Corbusier de Firminy présente une grande exposition "Henri Guérin - Lumière(s)" dans l'église Saint-Pierre, œuvre posthume du grand architecte.

## Publications
- Henri Guérin, De lumière et d'ombre, éditions de la Revue de la Céramique et du Verre, 2009; réédition 2011. Anthologie de textes d'Henri Guérin.
- Henri Guérin, Patience de la main, éditions du Cerf, Paris. 1996 ; réédition 2012.